# William Glyn (Tennisspieler)
William Edward Glyn (* 1859 in Wycliffe, County Durham; † 23. März 1939 in New York City) war ein britischer Tennisspieler.

## Leben und Karriere
Glyn gehörte dem Staten Island Cricket and Base Ball Club an und nahm an den ersten U.S. National Championships 1881 im Herreneinzel teil. Dort erreichte er nach Siegen über Arthur Rives (1:6, 6:1, 6:1), Richard Conover (6:5, 6:2), William Gammell (6:4, 4:6, 6:4) und Samuel Shaw (6:2, 6:2) das Finale, in dem er gegen Richard Sears mit 0:6, 3:6, 2:6 unterlag. Bei den U.S. National Championships 1882 scheiterte Glyn im Herreneinzel nach einem Sieg über FitzJames Hynes (6:2, 6:0) in der zweiten Runde erneut an Richard Sears (1:6, 4:6), im Herrendoppel mit seinem Partner William Thorne unterlag er nach einem Sieg über Eldridge/Rankine (6:1, 5:6, 7:5) im Viertelfinale an Clarence Clark und Howard Taylor (4:6, 0:6). Weitere Finals erreichte Glyn im Jahr 1886 bei den Middle States Championships und dem Orange Spring Tournament.
Glyn wurde als Sohn von Charles Thomas Glyn (1820–1882) und Ann Hurts († 1912) im nordenglischen County Durham geboren. Er wanderte in die Vereinigten Staaten aus und übte dort eine Tätigkeit als Bankangestellter aus. Im April 1900 heiratete er Mary Rotch Hunter († 1936). Ohne die Staatsbürgerschaft der Vereinigten Staaten erlangt zu haben, starb er im März 1939 in New York City.